# Lista di asteroidi (62001-63000)
Di seguito una lista di asteroidi dal numero 62001 al 63000 con data di scoperta e scopritore.

## 62001-62100
| Nome          | Designazione provvisoria | Data di scoperta  | Scopritore                  |
| ------------- | ------------------------ | ----------------- | --------------------------- |
| 62001 -       | 2000 RK36                | 3 settembre 2000  | Spacewatch                  |
| 62002 -       | 2000 RT37                | 4 settembre 2000  | LINEAR                      |
| 62003 -       | 2000 RB38                | 5 settembre 2000  | Uppsala-DLR Asteroid Survey |
| 62004 -       | 2000 RG38                | 5 settembre 2000  | Uppsala-DLR Asteroid Survey |
| 62005 -       | 2000 RP38                | 1 settembre 2000  | LINEAR                      |
| 62006 -       | 2000 RQ38                | 2 settembre 2000  | LINEAR                      |
| 62007 -       | 2000 RP39                | 1 settembre 2000  | LINEAR                      |
| 62008 -       | 2000 RR39                | 1 settembre 2000  | LINEAR                      |
| 62009 -       | 2000 RX39                | 2 settembre 2000  | LINEAR                      |
| 62010 -       | 2000 RX40                | 3 settembre 2000  | LINEAR                      |
| 62011 -       | 2000 RG41                | 3 settembre 2000  | LINEAR                      |
| 62012 -       | 2000 RJ41                | 3 settembre 2000  | LINEAR                      |
| 62013 -       | 2000 RM41                | 3 settembre 2000  | LINEAR                      |
| 62014 -       | 2000 RJ42                | 3 settembre 2000  | LINEAR                      |
| 62015 -       | 2000 RN42                | 3 settembre 2000  | LINEAR                      |
| 62016 -       | 2000 RP42                | 3 settembre 2000  | LINEAR                      |
| 62017 -       | 2000 RR42                | 3 settembre 2000  | LINEAR                      |
| 62018 -       | 2000 RV42                | 3 settembre 2000  | LINEAR                      |
| 62019 -       | 2000 RQ44                | 3 settembre 2000  | LINEAR                      |
| 62020 -       | 2000 RT45                | 3 settembre 2000  | LINEAR                      |
| 62021 -       | 2000 RL46                | 3 settembre 2000  | LINEAR                      |
| 62022 -       | 2000 RA48                | 3 settembre 2000  | LINEAR                      |
| 62023 -       | 2000 RQ48                | 3 settembre 2000  | LINEAR                      |
| 62024 -       | 2000 RF50                | 5 settembre 2000  | LINEAR                      |
| 62025 -       | 2000 RQ50                | 5 settembre 2000  | LINEAR                      |
| 62026 -       | 2000 RZ50                | 5 settembre 2000  | LINEAR                      |
| 62027 -       | 2000 RW52                | 4 settembre 2000  | LINEAR                      |
| 62028 -       | 2000 RE53                | 1 settembre 2000  | Črni Vrh                    |
| 62029 -       | 2000 RD55                | 3 settembre 2000  | LINEAR                      |
| 62030 -       | 2000 RK56                | 6 settembre 2000  | LINEAR                      |
| 62031 -       | 2000 RS56                | 5 settembre 2000  | P. G. Comba                 |
| 62032 -       | 2000 RG58                | 7 settembre 2000  | Spacewatch                  |
| 62033 -       | 2000 RC59                | 7 settembre 2000  | Spacewatch                  |
| 62034 -       | 2000 RE60                | 8 settembre 2000  | W. K. Y. Yeung              |
| 62035 -       | 2000 RC62                | 1 settembre 2000  | LINEAR                      |
| 62036 -       | 2000 RJ62                | 1 settembre 2000  | LINEAR                      |
| 62037 -       | 2000 RQ62                | 1 settembre 2000  | LINEAR                      |
| 62038 -       | 2000 RX63                | 3 settembre 2000  | LINEAR                      |
| 62039 -       | 2000 RZ63                | 3 settembre 2000  | LINEAR                      |
| 62040 -       | 2000 RA64                | 3 settembre 2000  | LINEAR                      |
| 62041 -       | 2000 RD65                | 1 settembre 2000  | LINEAR                      |
| 62042 -       | 2000 RF65                | 1 settembre 2000  | LINEAR                      |
| 62043 -       | 2000 RH65                | 1 settembre 2000  | LINEAR                      |
| 62044 -       | 2000 RU65                | 1 settembre 2000  | LINEAR                      |
| 62045 -       | 2000 RV65                | 1 settembre 2000  | LINEAR                      |
| 62046 -       | 2000 RA66                | 1 settembre 2000  | LINEAR                      |
| 62047 -       | 2000 RE66                | 1 settembre 2000  | LINEAR                      |
| 62048 -       | 2000 RC67                | 1 settembre 2000  | LINEAR                      |
| 62049 -       | 2000 RH67                | 1 settembre 2000  | LINEAR                      |
| 62050 -       | 2000 RM67                | 1 settembre 2000  | LINEAR                      |
| 62051 -       | 2000 RV68                | 2 settembre 2000  | LINEAR                      |
| 62052 -       | 2000 RA69                | 2 settembre 2000  | LINEAR                      |
| 62053 -       | 2000 RB69                | 2 settembre 2000  | LINEAR                      |
| 62054 -       | 2000 RD69                | 2 settembre 2000  | LINEAR                      |
| 62055 -       | 2000 RF69                | 2 settembre 2000  | LINEAR                      |
| 62056 -       | 2000 RS69                | 2 settembre 2000  | LINEAR                      |
| 62057 -       | 2000 RY69                | 2 settembre 2000  | LINEAR                      |
| 62058 -       | 2000 RN70                | 2 settembre 2000  | LINEAR                      |
| 62059 -       | 2000 RO70                | 2 settembre 2000  | LINEAR                      |
| 62060 -       | 2000 RB71                | 2 settembre 2000  | LINEAR                      |
| 62061 -       | 2000 RU71                | 2 settembre 2000  | LINEAR                      |
| 62062 -       | 2000 RV71                | 2 settembre 2000  | LINEAR                      |
| 62063 -       | 2000 RA72                | 2 settembre 2000  | LINEAR                      |
| 62064 -       | 2000 RA73                | 2 settembre 2000  | LINEAR                      |
| 62065 -       | 2000 RH73                | 2 settembre 2000  | LINEAR                      |
| 62066 -       | 2000 RM73                | 2 settembre 2000  | LINEAR                      |
| 62067 -       | 2000 RG74                | 2 settembre 2000  | LINEAR                      |
| 62068 -       | 2000 RF75                | 3 settembre 2000  | LINEAR                      |
| 62069 -       | 2000 RK76                | 4 settembre 2000  | LINEAR                      |
| 62070 -       | 2000 RC77                | 7 settembre 2000  | LINEAR                      |
| 62071 Voegtli | 2000 RH77                | 8 settembre 2000  | S. Sposetti                 |
| 62072 -       | 2000 RD78                | 9 settembre 2000  | Črni Vrh                    |
| 62073 -       | 2000 RX78                | 10 settembre 2000 | Črni Vrh                    |
| 62074 -       | 2000 RL79                | 8 settembre 2000  | LINEAR                      |
| 62075 -       | 2000 RO79                | 1 settembre 2000  | LINEAR                      |
| 62076 -       | 2000 RH80                | 1 settembre 2000  | LINEAR                      |
| 62077 -       | 2000 RE81                | 1 settembre 2000  | LINEAR                      |
| 62078 -       | 2000 RS81                | 1 settembre 2000  | LINEAR                      |
| 62079 -       | 2000 RX81                | 1 settembre 2000  | LINEAR                      |
| 62080 -       | 2000 RG82                | 1 settembre 2000  | LINEAR                      |
| 62081 -       | 2000 RS82                | 1 settembre 2000  | LINEAR                      |
| 62082 -       | 2000 RZ82                | 1 settembre 2000  | LINEAR                      |
| 62083 -       | 2000 RF84                | 2 settembre 2000  | LONEOS                      |
| 62084 -       | 2000 RA86                | 2 settembre 2000  | LINEAR                      |
| 62085 -       | 2000 RO87                | 2 settembre 2000  | LONEOS                      |
| 62086 -       | 2000 RY87                | 2 settembre 2000  | LONEOS                      |
| 62087 -       | 2000 RC88                | 2 settembre 2000  | NEAT                        |
| 62088 -       | 2000 RY88                | 3 settembre 2000  | LINEAR                      |
| 62089 -       | 2000 RM89                | 3 settembre 2000  | LINEAR                      |
| 62090 -       | 2000 RR91                | 3 settembre 2000  | LINEAR                      |
| 62091 -       | 2000 RW91                | 3 settembre 2000  | LINEAR                      |
| 62092 -       | 2000 RM92                | 3 settembre 2000  | LINEAR                      |
| 62093 -       | 2000 RQ92                | 3 settembre 2000  | LINEAR                      |
| 62094 -       | 2000 RU92                | 3 settembre 2000  | LINEAR                      |
| 62095 -       | 2000 RW92                | 3 settembre 2000  | Spacewatch                  |
| 62096 -       | 2000 RF94                | 4 settembre 2000  | LONEOS                      |
| 62097 -       | 2000 RJ94                | 4 settembre 2000  | LONEOS                      |
| 62098 -       | 2000 RO94                | 4 settembre 2000  | LONEOS                      |
| 62099 -       | 2000 RP94                | 4 settembre 2000  | LONEOS                      |
| 62100 -       | 2000 RA95                | 4 settembre 2000  | LONEOS                      |

## 62101-62200
| Nome              | Designazione provvisoria | Data di scoperta  | Scopritore     |
| ----------------- | ------------------------ | ----------------- | -------------- |
| 62101 -           | 2000 RC95                | 4 settembre 2000  | LONEOS         |
| 62102 -           | 2000 RE95                | 4 settembre 2000  | LONEOS         |
| 62103 -           | 2000 RS95                | 4 settembre 2000  | LONEOS         |
| 62104 -           | 2000 RZ95                | 4 settembre 2000  | LONEOS         |
| 62105 -           | 2000 RN96                | 4 settembre 2000  | NEAT           |
| 62106 -           | 2000 RC97                | 5 settembre 2000  | LONEOS         |
| 62107 -           | 2000 RF97                | 5 settembre 2000  | LONEOS         |
| 62108 -           | 2000 RS97                | 5 settembre 2000  | LONEOS         |
| 62109 -           | 2000 RT97                | 5 settembre 2000  | LONEOS         |
| 62110 -           | 2000 RX97                | 5 settembre 2000  | LONEOS         |
| 62111 -           | 2000 RG99                | 5 settembre 2000  | LONEOS         |
| 62112 -           | 2000 RM99                | 5 settembre 2000  | LONEOS         |
| 62113 -           | 2000 RP99                | 5 settembre 2000  | LONEOS         |
| 62114 -           | 2000 RV99                | 5 settembre 2000  | LONEOS         |
| 62115 -           | 2000 RW99                | 5 settembre 2000  | LONEOS         |
| 62116 -           | 2000 RC101               | 5 settembre 2000  | LONEOS         |
| 62117 -           | 2000 RC102               | 5 settembre 2000  | LONEOS         |
| 62118 -           | 2000 RG102               | 5 settembre 2000  | LONEOS         |
| 62119 -           | 2000 RH102               | 5 settembre 2000  | LONEOS         |
| 62120 -           | 2000 RL102               | 5 settembre 2000  | LONEOS         |
| 62121 -           | 2000 RO102               | 5 settembre 2000  | LONEOS         |
| 62122 -           | 2000 RS102               | 5 settembre 2000  | LONEOS         |
| 62123 -           | 2000 RC103               | 5 settembre 2000  | LONEOS         |
| 62124 -           | 2000 RP103               | 5 settembre 2000  | LONEOS         |
| 62125 -           | 2000 RU104               | 6 settembre 2000  | LINEAR         |
| 62126 -           | 2000 RW104               | 6 settembre 2000  | LINEAR         |
| 62127 -           | 2000 RY105               | 5 settembre 2000  | LINEAR         |
| 62128 -           | 2000 SO1                 | 18 settembre 2000 | LINEAR         |
| 62129 -           | 2000 SR1                 | 19 settembre 2000 | LINEAR         |
| 62130 -           | 2000 SS1                 | 20 settembre 2000 | W. K. Y. Yeung |
| 62131 -           | 2000 SH4                 | 21 settembre 2000 | J. Nomen       |
| 62132 -           | 2000 SJ4                 | 21 settembre 2000 | J. Nomen       |
| 62133 -           | 2000 SD5                 | 20 settembre 2000 | LINEAR         |
| 62134 -           | 2000 SJ5                 | 21 settembre 2000 | L. Robinson    |
| 62135 -           | 2000 SA6                 | 20 settembre 2000 | LINEAR         |
| 62136 -           | 2000 SR6                 | 21 settembre 2000 | LINEAR         |
| 62137 -           | 2000 SM7                 | 22 settembre 2000 | Spacewatch     |
| 62138 -           | 2000 SO8                 | 22 settembre 2000 | P. G. Comba    |
| 62139 -           | 2000 SB12                | 20 settembre 2000 | LINEAR         |
| 62140 -           | 2000 SG12                | 20 settembre 2000 | LINEAR         |
| 62141 -           | 2000 SK12                | 20 settembre 2000 | LINEAR         |
| 62142 -           | 2000 SQ13                | 21 settembre 2000 | LINEAR         |
| 62143 -           | 2000 SJ14                | 23 settembre 2000 | LINEAR         |
| 62144 -           | 2000 SU15                | 23 settembre 2000 | LINEAR         |
| 62145 -           | 2000 SH16                | 23 settembre 2000 | LINEAR         |
| 62146 -           | 2000 SV16                | 23 settembre 2000 | LINEAR         |
| 62147 -           | 2000 SB18                | 23 settembre 2000 | LINEAR         |
| 62148 -           | 2000 SQ18                | 23 settembre 2000 | LINEAR         |
| 62149 -           | 2000 ST19                | 23 settembre 2000 | LINEAR         |
| 62150 -           | 2000 SE20                | 23 settembre 2000 | LINEAR         |
| 62151 -           | 2000 SZ20                | 24 settembre 2000 | BATTeRS        |
| 62152 -           | 2000 SC21                | 24 settembre 2000 | BATTeRS        |
| 62153 -           | 2000 SD21                | 24 settembre 2000 | BATTeRS        |
| 62154 -           | 2000 SH22                | 20 settembre 2000 | NEAT           |
| 62155 -           | 2000 SD23                | 25 settembre 2000 | K. Korlević    |
| 62156 -           | 2000 SL23                | 26 settembre 2000 | K. Korlević    |
| 62157 -           | 2000 SH24                | 24 settembre 2000 | LINEAR         |
| 62158 -           | 2000 SK25                | 23 settembre 2000 | LINEAR         |
| 62159 -           | 2000 SO25                | 23 settembre 2000 | LINEAR         |
| 62160 -           | 2000 ST25                | 23 settembre 2000 | LINEAR         |
| 62161 -           | 2000 SU25                | 23 settembre 2000 | LINEAR         |
| 62162 -           | 2000 SJ26                | 23 settembre 2000 | LINEAR         |
| 62163 -           | 2000 SE27                | 23 settembre 2000 | LINEAR         |
| 62164 -           | 2000 SB28                | 23 settembre 2000 | LINEAR         |
| 62165 -           | 2000 SM29                | 24 settembre 2000 | LINEAR         |
| 62166 -           | 2000 SM30                | 24 settembre 2000 | LINEAR         |
| 62167 -           | 2000 SG31                | 24 settembre 2000 | LINEAR         |
| 62168 -           | 2000 SK32                | 24 settembre 2000 | LINEAR         |
| 62169 -           | 2000 SZ32                | 24 settembre 2000 | LINEAR         |
| 62170 -           | 2000 SD33                | 24 settembre 2000 | LINEAR         |
| 62171 -           | 2000 SH33                | 24 settembre 2000 | LINEAR         |
| 62172 -           | 2000 SV34                | 24 settembre 2000 | LINEAR         |
| 62173 -           | 2000 SW34                | 24 settembre 2000 | LINEAR         |
| 62174 -           | 2000 SX35                | 24 settembre 2000 | LINEAR         |
| 62175 -           | 2000 SZ35                | 24 settembre 2000 | LINEAR         |
| 62176 -           | 2000 SJ36                | 24 settembre 2000 | LINEAR         |
| 62177 -           | 2000 SG37                | 24 settembre 2000 | LINEAR         |
| 62178 -           | 2000 SN37                | 24 settembre 2000 | LINEAR         |
| 62179 -           | 2000 SR37                | 24 settembre 2000 | LINEAR         |
| 62180 -           | 2000 SA38                | 24 settembre 2000 | LINEAR         |
| 62181 -           | 2000 SC38                | 24 settembre 2000 | LINEAR         |
| 62182 -           | 2000 SD38                | 24 settembre 2000 | LINEAR         |
| 62183 -           | 2000 SM38                | 24 settembre 2000 | LINEAR         |
| 62184 -           | 2000 SQ38                | 24 settembre 2000 | LINEAR         |
| 62185 -           | 2000 SK39                | 24 settembre 2000 | LINEAR         |
| 62186 -           | 2000 SS39                | 24 settembre 2000 | LINEAR         |
| 62187 -           | 2000 SB40                | 24 settembre 2000 | LINEAR         |
| 62188 -           | 2000 SK41                | 24 settembre 2000 | LINEAR         |
| 62189 -           | 2000 SQ41                | 24 settembre 2000 | LINEAR         |
| 62190 Augusthorch | 2000 SS44                | 26 settembre 2000 | J. Kandler     |
| 62191 -           | 2000 SX45                | 22 settembre 2000 | LINEAR         |
| 62192 -           | 2000 SL46                | 23 settembre 2000 | LINEAR         |
| 62193 -           | 2000 SS47                | 23 settembre 2000 | LINEAR         |
| 62194 -           | 2000 SV47                | 23 settembre 2000 | LINEAR         |
| 62195 -           | 2000 SM48                | 23 settembre 2000 | LINEAR         |
| 62196 -           | 2000 SD49                | 23 settembre 2000 | LINEAR         |
| 62197 -           | 2000 SQ51                | 23 settembre 2000 | LINEAR         |
| 62198 -           | 2000 SS52                | 24 settembre 2000 | LINEAR         |
| 62199 -           | 2000 SC53                | 24 settembre 2000 | LINEAR         |
| 62200 -           | 2000 SX53                | 24 settembre 2000 | LINEAR         |

## 62201-62300
| Nome    | Designazione provvisoria | Data di scoperta  | Scopritore |
| ------- | ------------------------ | ----------------- | ---------- |
| 62201 - | 2000 SW54                | 24 settembre 2000 | LINEAR     |
| 62202 - | 2000 SY54                | 24 settembre 2000 | LINEAR     |
| 62203 - | 2000 SA55                | 24 settembre 2000 | LINEAR     |
| 62204 - | 2000 SP55                | 24 settembre 2000 | LINEAR     |
| 62205 - | 2000 SQ56                | 24 settembre 2000 | LINEAR     |
| 62206 - | 2000 SQ58                | 24 settembre 2000 | LINEAR     |
| 62207 - | 2000 SX58                | 24 settembre 2000 | LINEAR     |
| 62208 - | 2000 SL60                | 24 settembre 2000 | LINEAR     |
| 62209 - | 2000 SF61                | 24 settembre 2000 | LINEAR     |
| 62210 - | 2000 SN61                | 24 settembre 2000 | LINEAR     |
| 62211 - | 2000 SO61                | 24 settembre 2000 | LINEAR     |
| 62212 - | 2000 SA62                | 24 settembre 2000 | LINEAR     |
| 62213 - | 2000 SL63                | 24 settembre 2000 | LINEAR     |
| 62214 - | 2000 SU63                | 24 settembre 2000 | LINEAR     |
| 62215 - | 2000 SY63                | 24 settembre 2000 | LINEAR     |
| 62216 - | 2000 SE64                | 24 settembre 2000 | LINEAR     |
| 62217 - | 2000 SJ64                | 24 settembre 2000 | LINEAR     |
| 62218 - | 2000 SA65                | 24 settembre 2000 | LINEAR     |
| 62219 - | 2000 SY65                | 24 settembre 2000 | LINEAR     |
| 62220 - | 2000 ST66                | 24 settembre 2000 | LINEAR     |
| 62221 - | 2000 SA67                | 24 settembre 2000 | LINEAR     |
| 62222 - | 2000 SB67                | 24 settembre 2000 | LINEAR     |
| 62223 - | 2000 SG67                | 24 settembre 2000 | LINEAR     |
| 62224 - | 2000 SJ67                | 24 settembre 2000 | LINEAR     |
| 62225 - | 2000 SZ67                | 24 settembre 2000 | LINEAR     |
| 62226 - | 2000 SD68                | 24 settembre 2000 | LINEAR     |
| 62227 - | 2000 SQ68                | 24 settembre 2000 | LINEAR     |
| 62228 - | 2000 SK69                | 24 settembre 2000 | LINEAR     |
| 62229 - | 2000 SV70                | 24 settembre 2000 | LINEAR     |
| 62230 - | 2000 SN71                | 24 settembre 2000 | LINEAR     |
| 62231 - | 2000 SQ71                | 24 settembre 2000 | LINEAR     |
| 62232 - | 2000 SM72                | 24 settembre 2000 | LINEAR     |
| 62233 - | 2000 SP72                | 24 settembre 2000 | LINEAR     |
| 62234 - | 2000 SA73                | 24 settembre 2000 | LINEAR     |
| 62235 - | 2000 SJ73                | 24 settembre 2000 | LINEAR     |
| 62236 - | 2000 SK73                | 24 settembre 2000 | LINEAR     |
| 62237 - | 2000 SU73                | 24 settembre 2000 | LINEAR     |
| 62238 - | 2000 SF74                | 24 settembre 2000 | LINEAR     |
| 62239 - | 2000 SQ74                | 24 settembre 2000 | LINEAR     |
| 62240 - | 2000 SM75                | 24 settembre 2000 | LINEAR     |
| 62241 - | 2000 SW75                | 24 settembre 2000 | LINEAR     |
| 62242 - | 2000 SH76                | 24 settembre 2000 | LINEAR     |
| 62243 - | 2000 SO76                | 24 settembre 2000 | LINEAR     |
| 62244 - | 2000 SM77                | 24 settembre 2000 | LINEAR     |
| 62245 - | 2000 SQ77                | 24 settembre 2000 | LINEAR     |
| 62246 - | 2000 SK78                | 24 settembre 2000 | LINEAR     |
| 62247 - | 2000 SZ78                | 24 settembre 2000 | LINEAR     |
| 62248 - | 2000 SQ79                | 24 settembre 2000 | LINEAR     |
| 62249 - | 2000 SU79                | 24 settembre 2000 | LINEAR     |
| 62250 - | 2000 SY80                | 24 settembre 2000 | LINEAR     |
| 62251 - | 2000 SG81                | 24 settembre 2000 | LINEAR     |
| 62252 - | 2000 SW82                | 24 settembre 2000 | LINEAR     |
| 62253 - | 2000 SM83                | 24 settembre 2000 | LINEAR     |
| 62254 - | 2000 SR83                | 24 settembre 2000 | LINEAR     |
| 62255 - | 2000 SV83                | 24 settembre 2000 | LINEAR     |
| 62256 - | 2000 SC84                | 24 settembre 2000 | LINEAR     |
| 62257 - | 2000 SH85                | 24 settembre 2000 | LINEAR     |
| 62258 - | 2000 SJ85                | 24 settembre 2000 | LINEAR     |
| 62259 - | 2000 SQ85                | 24 settembre 2000 | LINEAR     |
| 62260 - | 2000 SS85                | 24 settembre 2000 | LINEAR     |
| 62261 - | 2000 SX85                | 24 settembre 2000 | LINEAR     |
| 62262 - | 2000 SO86                | 24 settembre 2000 | LINEAR     |
| 62263 - | 2000 SD87                | 24 settembre 2000 | LINEAR     |
| 62264 - | 2000 SA88                | 24 settembre 2000 | LINEAR     |
| 62265 - | 2000 SX88                | 25 settembre 2000 | LINEAR     |
| 62266 - | 2000 SZ88                | 25 settembre 2000 | LINEAR     |
| 62267 - | 2000 SA90                | 22 settembre 2000 | LINEAR     |
| 62268 - | 2000 SQ90                | 22 settembre 2000 | LINEAR     |
| 62269 - | 2000 SD91                | 22 settembre 2000 | LINEAR     |
| 62270 - | 2000 SJ91                | 23 settembre 2000 | LINEAR     |
| 62271 - | 2000 SC93                | 23 settembre 2000 | LINEAR     |
| 62272 - | 2000 SQ96                | 23 settembre 2000 | LINEAR     |
| 62273 - | 2000 ST97                | 23 settembre 2000 | LINEAR     |
| 62274 - | 2000 SH98                | 23 settembre 2000 | LINEAR     |
| 62275 - | 2000 SK98                | 23 settembre 2000 | LINEAR     |
| 62276 - | 2000 SN100               | 23 settembre 2000 | LINEAR     |
| 62277 - | 2000 SX100               | 23 settembre 2000 | LINEAR     |
| 62278 - | 2000 ST103               | 24 settembre 2000 | LINEAR     |
| 62279 - | 2000 SA105               | 24 settembre 2000 | LINEAR     |
| 62280 - | 2000 SX105               | 24 settembre 2000 | LINEAR     |
| 62281 - | 2000 SD106               | 24 settembre 2000 | LINEAR     |
| 62282 - | 2000 SS106               | 24 settembre 2000 | LINEAR     |
| 62283 - | 2000 SY107               | 24 settembre 2000 | LINEAR     |
| 62284 - | 2000 SD108               | 24 settembre 2000 | LINEAR     |
| 62285 - | 2000 SZ109               | 24 settembre 2000 | LINEAR     |
| 62286 - | 2000 SE110               | 24 settembre 2000 | LINEAR     |
| 62287 - | 2000 SG110               | 24 settembre 2000 | LINEAR     |
| 62288 - | 2000 SH110               | 24 settembre 2000 | LINEAR     |
| 62289 - | 2000 SX110               | 24 settembre 2000 | LINEAR     |
| 62290 - | 2000 SZ111               | 24 settembre 2000 | LINEAR     |
| 62291 - | 2000 SN112               | 24 settembre 2000 | LINEAR     |
| 62292 - | 2000 SO113               | 24 settembre 2000 | LINEAR     |
| 62293 - | 2000 SR113               | 24 settembre 2000 | LINEAR     |
| 62294 - | 2000 ST113               | 24 settembre 2000 | LINEAR     |
| 62295 - | 2000 SV114               | 24 settembre 2000 | LINEAR     |
| 62296 - | 2000 SU115               | 24 settembre 2000 | LINEAR     |
| 62297 - | 2000 SF116               | 24 settembre 2000 | LINEAR     |
| 62298 - | 2000 SK116               | 24 settembre 2000 | LINEAR     |
| 62299 - | 2000 SN116               | 24 settembre 2000 | LINEAR     |
| 62300 - | 2000 SY116               | 24 settembre 2000 | LINEAR     |

## 62301-62400
| Nome    | Designazione provvisoria | Data di scoperta  | Scopritore  |
| ------- | ------------------------ | ----------------- | ----------- |
| 62301 - | 2000 SE117               | 24 settembre 2000 | LINEAR      |
| 62302 - | 2000 SJ117               | 24 settembre 2000 | LINEAR      |
| 62303 - | 2000 SL117               | 24 settembre 2000 | LINEAR      |
| 62304 - | 2000 SM117               | 24 settembre 2000 | LINEAR      |
| 62305 - | 2000 SP117               | 24 settembre 2000 | LINEAR      |
| 62306 - | 2000 SS117               | 24 settembre 2000 | LINEAR      |
| 62307 - | 2000 SA118               | 24 settembre 2000 | LINEAR      |
| 62308 - | 2000 SH118               | 24 settembre 2000 | LINEAR      |
| 62309 - | 2000 SL118               | 24 settembre 2000 | LINEAR      |
| 62310 - | 2000 SP118               | 24 settembre 2000 | LINEAR      |
| 62311 - | 2000 SF119               | 24 settembre 2000 | LINEAR      |
| 62312 - | 2000 SL119               | 24 settembre 2000 | LINEAR      |
| 62313 - | 2000 SM119               | 24 settembre 2000 | LINEAR      |
| 62314 - | 2000 SU119               | 24 settembre 2000 | LINEAR      |
| 62315 - | 2000 SV119               | 24 settembre 2000 | LINEAR      |
| 62316 - | 2000 SO120               | 24 settembre 2000 | LINEAR      |
| 62317 - | 2000 SU121               | 24 settembre 2000 | LINEAR      |
| 62318 - | 2000 SZ121               | 24 settembre 2000 | LINEAR      |
| 62319 - | 2000 SD122               | 24 settembre 2000 | LINEAR      |
| 62320 - | 2000 SC123               | 24 settembre 2000 | LINEAR      |
| 62321 - | 2000 SP123               | 24 settembre 2000 | LINEAR      |
| 62322 - | 2000 ST123               | 24 settembre 2000 | LINEAR      |
| 62323 - | 2000 SX123               | 24 settembre 2000 | LINEAR      |
| 62324 - | 2000 SY123               | 24 settembre 2000 | LINEAR      |
| 62325 - | 2000 SC124               | 24 settembre 2000 | LINEAR      |
| 62326 - | 2000 SE124               | 24 settembre 2000 | LINEAR      |
| 62327 - | 2000 SH124               | 24 settembre 2000 | LINEAR      |
| 62328 - | 2000 SM124               | 24 settembre 2000 | LINEAR      |
| 62329 - | 2000 SN124               | 24 settembre 2000 | LINEAR      |
| 62330 - | 2000 SF125               | 24 settembre 2000 | LINEAR      |
| 62331 - | 2000 ST126               | 24 settembre 2000 | LINEAR      |
| 62332 - | 2000 SX126               | 24 settembre 2000 | LINEAR      |
| 62333 - | 2000 SE127               | 24 settembre 2000 | LINEAR      |
| 62334 - | 2000 SF127               | 24 settembre 2000 | LINEAR      |
| 62335 - | 2000 SJ127               | 24 settembre 2000 | LINEAR      |
| 62336 - | 2000 SM127               | 24 settembre 2000 | LINEAR      |
| 62337 - | 2000 SW127               | 24 settembre 2000 | LINEAR      |
| 62338 - | 2000 SN128               | 24 settembre 2000 | LINEAR      |
| 62339 - | 2000 SX129               | 22 settembre 2000 | LINEAR      |
| 62340 - | 2000 SO130               | 22 settembre 2000 | LINEAR      |
| 62341 - | 2000 SE131               | 22 settembre 2000 | LINEAR      |
| 62342 - | 2000 SD132               | 22 settembre 2000 | LINEAR      |
| 62343 - | 2000 SQ132               | 22 settembre 2000 | LINEAR      |
| 62344 - | 2000 SA134               | 23 settembre 2000 | LINEAR      |
| 62345 - | 2000 SW134               | 23 settembre 2000 | LINEAR      |
| 62346 - | 2000 SN135               | 23 settembre 2000 | LINEAR      |
| 62347 - | 2000 SL138               | 23 settembre 2000 | LINEAR      |
| 62348 - | 2000 SB142               | 23 settembre 2000 | LINEAR      |
| 62349 - | 2000 SH142               | 23 settembre 2000 | LINEAR      |
| 62350 - | 2000 SA143               | 23 settembre 2000 | LINEAR      |
| 62351 - | 2000 SB143               | 23 settembre 2000 | LINEAR      |
| 62352 - | 2000 SG143               | 23 settembre 2000 | LINEAR      |
| 62353 - | 2000 SH143               | 23 settembre 2000 | LINEAR      |
| 62354 - | 2000 SQ143               | 24 settembre 2000 | LINEAR      |
| 62355 - | 2000 SX144               | 24 settembre 2000 | LINEAR      |
| 62356 - | 2000 SG146               | 24 settembre 2000 | LINEAR      |
| 62357 - | 2000 SP146               | 24 settembre 2000 | LINEAR      |
| 62358 - | 2000 SY147               | 24 settembre 2000 | LINEAR      |
| 62359 - | 2000 SB148               | 24 settembre 2000 | LINEAR      |
| 62360 - | 2000 SL148               | 24 settembre 2000 | LINEAR      |
| 62361 - | 2000 SX148               | 24 settembre 2000 | LINEAR      |
| 62362 - | 2000 SZ148               | 24 settembre 2000 | LINEAR      |
| 62363 - | 2000 SG149               | 24 settembre 2000 | LINEAR      |
| 62364 - | 2000 SN149               | 24 settembre 2000 | LINEAR      |
| 62365 - | 2000 SY149               | 24 settembre 2000 | LINEAR      |
| 62366 - | 2000 SD150               | 24 settembre 2000 | LINEAR      |
| 62367 - | 2000 SF150               | 24 settembre 2000 | LINEAR      |
| 62368 - | 2000 SG150               | 24 settembre 2000 | LINEAR      |
| 62369 - | 2000 SK150               | 24 settembre 2000 | LINEAR      |
| 62370 - | 2000 SM150               | 24 settembre 2000 | LINEAR      |
| 62371 - | 2000 SR150               | 24 settembre 2000 | LINEAR      |
| 62372 - | 2000 SX150               | 24 settembre 2000 | LINEAR      |
| 62373 - | 2000 SE151               | 24 settembre 2000 | LINEAR      |
| 62374 - | 2000 SW151               | 24 settembre 2000 | LINEAR      |
| 62375 - | 2000 SG152               | 24 settembre 2000 | LINEAR      |
| 62376 - | 2000 SU153               | 24 settembre 2000 | LINEAR      |
| 62377 - | 2000 SJ154               | 24 settembre 2000 | LINEAR      |
| 62378 - | 2000 SN154               | 24 settembre 2000 | LINEAR      |
| 62379 - | 2000 SA155               | 24 settembre 2000 | LINEAR      |
| 62380 - | 2000 SF155               | 24 settembre 2000 | LINEAR      |
| 62381 - | 2000 SO155               | 24 settembre 2000 | LINEAR      |
| 62382 - | 2000 SM156               | 24 settembre 2000 | LINEAR      |
| 62383 - | 2000 SS156               | 24 settembre 2000 | LINEAR      |
| 62384 - | 2000 SX156               | 26 settembre 2000 | LINEAR      |
| 62385 - | 2000 ST157               | 27 settembre 2000 | LINEAR      |
| 62386 - | 2000 SR161               | 20 settembre 2000 | NEAT        |
| 62387 - | 2000 SQ162               | 22 settembre 2000 | NEAT        |
| 62388 - | 2000 SW162               | 30 settembre 2000 | A. J. Cecce |
| 62389 - | 2000 SE165               | 23 settembre 2000 | LINEAR      |
| 62390 - | 2000 SA166               | 23 settembre 2000 | LINEAR      |
| 62391 - | 2000 SK167               | 23 settembre 2000 | LINEAR      |
| 62392 - | 2000 SW168               | 23 settembre 2000 | LINEAR      |
| 62393 - | 2000 SM169               | 24 settembre 2000 | LINEAR      |
| 62394 - | 2000 SU169               | 24 settembre 2000 | LINEAR      |
| 62395 - | 2000 SZ169               | 24 settembre 2000 | LINEAR      |
| 62396 - | 2000 SE170               | 24 settembre 2000 | LINEAR      |
| 62397 - | 2000 SM170               | 24 settembre 2000 | LINEAR      |
| 62398 - | 2000 SR170               | 24 settembre 2000 | LINEAR      |
| 62399 - | 2000 SV170               | 24 settembre 2000 | LINEAR      |
| 62400 - | 2000 SA171               | 24 settembre 2000 | LINEAR      |

## 62401-62500
| Nome    | Designazione provvisoria | Data di scoperta  | Scopritore |
| ------- | ------------------------ | ----------------- | ---------- |
| 62401 - | 2000 SD171               | 24 settembre 2000 | LINEAR     |
| 62402 - | 2000 SM171               | 24 settembre 2000 | LINEAR     |
| 62403 - | 2000 SL172               | 27 settembre 2000 | LINEAR     |
| 62404 - | 2000 SQ173               | 28 settembre 2000 | LINEAR     |
| 62405 - | 2000 SR175               | 28 settembre 2000 | LINEAR     |
| 62406 - | 2000 SN176               | 28 settembre 2000 | LINEAR     |
| 62407 - | 2000 SO176               | 28 settembre 2000 | LINEAR     |
| 62408 - | 2000 SU176               | 28 settembre 2000 | LINEAR     |
| 62409 - | 2000 SR177               | 28 settembre 2000 | LINEAR     |
| 62410 - | 2000 SN178               | 28 settembre 2000 | LINEAR     |
| 62411 - | 2000 SX178               | 28 settembre 2000 | LINEAR     |
| 62412 - | 2000 SY178               | 28 settembre 2000 | LINEAR     |
| 62413 - | 2000 SE179               | 28 settembre 2000 | LINEAR     |
| 62414 - | 2000 SV179               | 28 settembre 2000 | LINEAR     |
| 62415 - | 2000 SA180               | 28 settembre 2000 | LINEAR     |
| 62416 - | 2000 SS180               | 28 settembre 2000 | LINEAR     |
| 62417 - | 2000 ST181               | 19 settembre 2000 | NEAT       |
| 62418 - | 2000 SR182               | 20 settembre 2000 | LINEAR     |
| 62419 - | 2000 SX183               | 20 settembre 2000 | NEAT       |
| 62420 - | 2000 SH184               | 20 settembre 2000 | NEAT       |
| 62421 - | 2000 SJ184               | 20 settembre 2000 | NEAT       |
| 62422 - | 2000 SK184               | 20 settembre 2000 | NEAT       |
| 62423 - | 2000 SM184               | 20 settembre 2000 | NEAT       |
| 62424 - | 2000 SX184               | 20 settembre 2000 | NEAT       |
| 62425 - | 2000 SM186               | 21 settembre 2000 | NEAT       |
| 62426 - | 2000 SX186               | 21 settembre 2000 | NEAT       |
| 62427 - | 2000 SH187               | 21 settembre 2000 | NEAT       |
| 62428 - | 2000 SM187               | 21 settembre 2000 | NEAT       |
| 62429 - | 2000 SQ187               | 21 settembre 2000 | NEAT       |
| 62430 - | 2000 SV187               | 21 settembre 2000 | NEAT       |
| 62431 - | 2000 SG188               | 21 settembre 2000 | NEAT       |
| 62432 - | 2000 SH188               | 21 settembre 2000 | NEAT       |
| 62433 - | 2000 SO188               | 21 settembre 2000 | NEAT       |
| 62434 - | 2000 SW189               | 22 settembre 2000 | NEAT       |
| 62435 - | 2000 SN190               | 23 settembre 2000 | LINEAR     |
| 62436 - | 2000 SR192               | 24 settembre 2000 | LINEAR     |
| 62437 - | 2000 SY198               | 24 settembre 2000 | LINEAR     |
| 62438 - | 2000 SF199               | 24 settembre 2000 | LINEAR     |
| 62439 - | 2000 SK200               | 24 settembre 2000 | LINEAR     |
| 62440 - | 2000 SR201               | 24 settembre 2000 | LINEAR     |
| 62441 - | 2000 SX202               | 24 settembre 2000 | LINEAR     |
| 62442 - | 2000 SA204               | 24 settembre 2000 | LINEAR     |
| 62443 - | 2000 SN204               | 24 settembre 2000 | LINEAR     |
| 62444 - | 2000 SO206               | 24 settembre 2000 | LINEAR     |
| 62445 - | 2000 SF207               | 24 settembre 2000 | LINEAR     |
| 62446 - | 2000 SH207               | 24 settembre 2000 | LINEAR     |
| 62447 - | 2000 SR207               | 24 settembre 2000 | LINEAR     |
| 62448 - | 2000 SC208               | 24 settembre 2000 | LINEAR     |
| 62449 - | 2000 SD208               | 24 settembre 2000 | LINEAR     |
| 62450 - | 2000 SE208               | 24 settembre 2000 | LINEAR     |
| 62451 - | 2000 SN208               | 25 settembre 2000 | LINEAR     |
| 62452 - | 2000 SO209               | 25 settembre 2000 | LINEAR     |
| 62453 - | 2000 SP209               | 25 settembre 2000 | LINEAR     |
| 62454 - | 2000 SQ209               | 25 settembre 2000 | LINEAR     |
| 62455 - | 2000 SK210               | 25 settembre 2000 | LINEAR     |
| 62456 - | 2000 SL210               | 25 settembre 2000 | LINEAR     |
| 62457 - | 2000 SO210               | 25 settembre 2000 | LINEAR     |
| 62458 - | 2000 SP211               | 25 settembre 2000 | LINEAR     |
| 62459 - | 2000 SX211               | 25 settembre 2000 | LINEAR     |
| 62460 - | 2000 SY211               | 25 settembre 2000 | LINEAR     |
| 62461 - | 2000 SH212               | 25 settembre 2000 | LINEAR     |
| 62462 - | 2000 SO212               | 25 settembre 2000 | LINEAR     |
| 62463 - | 2000 SS212               | 25 settembre 2000 | LINEAR     |
| 62464 - | 2000 SF213               | 25 settembre 2000 | LINEAR     |
| 62465 - | 2000 SJ213               | 25 settembre 2000 | LINEAR     |
| 62466 - | 2000 SR213               | 25 settembre 2000 | LINEAR     |
| 62467 - | 2000 SW213               | 25 settembre 2000 | LINEAR     |
| 62468 - | 2000 SA214               | 25 settembre 2000 | LINEAR     |
| 62469 - | 2000 SD215               | 26 settembre 2000 | LINEAR     |
| 62470 - | 2000 SH216               | 26 settembre 2000 | LINEAR     |
| 62471 - | 2000 SP216               | 26 settembre 2000 | LINEAR     |
| 62472 - | 2000 SO217               | 26 settembre 2000 | LINEAR     |
| 62473 - | 2000 SZ217               | 26 settembre 2000 | LINEAR     |
| 62474 - | 2000 SP218               | 26 settembre 2000 | LINEAR     |
| 62475 - | 2000 SB219               | 26 settembre 2000 | LINEAR     |
| 62476 - | 2000 SH219               | 26 settembre 2000 | LINEAR     |
| 62477 - | 2000 SJ219               | 26 settembre 2000 | LINEAR     |
| 62478 - | 2000 SK219               | 26 settembre 2000 | LINEAR     |
| 62479 - | 2000 SD220               | 26 settembre 2000 | LINEAR     |
| 62480 - | 2000 SU220               | 26 settembre 2000 | LINEAR     |
| 62481 - | 2000 SC221               | 26 settembre 2000 | LINEAR     |
| 62482 - | 2000 SE221               | 26 settembre 2000 | LINEAR     |
| 62483 - | 2000 SG221               | 26 settembre 2000 | LINEAR     |
| 62484 - | 2000 SN221               | 26 settembre 2000 | LINEAR     |
| 62485 - | 2000 SX221               | 26 settembre 2000 | LINEAR     |
| 62486 - | 2000 SC222               | 26 settembre 2000 | LINEAR     |
| 62487 - | 2000 SP222               | 26 settembre 2000 | LINEAR     |
| 62488 - | 2000 SN223               | 27 settembre 2000 | LINEAR     |
| 62489 - | 2000 SS223               | 27 settembre 2000 | LINEAR     |
| 62490 - | 2000 SL224               | 27 settembre 2000 | LINEAR     |
| 62491 - | 2000 SN224               | 27 settembre 2000 | LINEAR     |
| 62492 - | 2000 ST224               | 27 settembre 2000 | LINEAR     |
| 62493 - | 2000 SK225               | 27 settembre 2000 | LINEAR     |
| 62494 - | 2000 SP225               | 27 settembre 2000 | LINEAR     |
| 62495 - | 2000 SQ226               | 27 settembre 2000 | LINEAR     |
| 62496 - | 2000 SA227               | 27 settembre 2000 | LINEAR     |
| 62497 - | 2000 SJ228               | 28 settembre 2000 | LINEAR     |
| 62498 - | 2000 SL228               | 28 settembre 2000 | LINEAR     |
| 62499 - | 2000 SK229               | 28 settembre 2000 | LINEAR     |
| 62500 - | 2000 SL229               | 28 settembre 2000 | LINEAR     |

## 62501-62600
| Nome          | Designazione provvisoria | Data di scoperta  | Scopritore           |
| ------------- | ------------------------ | ----------------- | -------------------- |
| 62501 -       | 2000 SP229               | 28 settembre 2000 | LINEAR               |
| 62502 -       | 2000 SZ229               | 28 settembre 2000 | LINEAR               |
| 62503 Tomcave | 2000 SL233               | 30 settembre 2000 | M. Collins, M. White |
| 62504 -       | 2000 SZ233               | 21 settembre 2000 | LINEAR               |
| 62505 -       | 2000 SF234               | 21 settembre 2000 | LINEAR               |
| 62506 -       | 2000 SJ234               | 21 settembre 2000 | LINEAR               |
| 62507 -       | 2000 SL235               | 24 settembre 2000 | LINEAR               |
| 62508 -       | 2000 SV235               | 24 settembre 2000 | LINEAR               |
| 62509 -       | 2000 SH237               | 24 settembre 2000 | LINEAR               |
| 62510 -       | 2000 SW237               | 25 settembre 2000 | LINEAR               |
| 62511 -       | 2000 SU239               | 28 settembre 2000 | LINEAR               |
| 62512 -       | 2000 SF241               | 23 settembre 2000 | LINEAR               |
| 62513 -       | 2000 SL241               | 24 settembre 2000 | LINEAR               |
| 62514 -       | 2000 SX241               | 24 settembre 2000 | LINEAR               |
| 62515 -       | 2000 SX242               | 24 settembre 2000 | LINEAR               |
| 62516 -       | 2000 SN243               | 24 settembre 2000 | LINEAR               |
| 62517 -       | 2000 SY244               | 24 settembre 2000 | LINEAR               |
| 62518 -       | 2000 SM245               | 24 settembre 2000 | LINEAR               |
| 62519 -       | 2000 SX246               | 24 settembre 2000 | LINEAR               |
| 62520 -       | 2000 SV247               | 24 settembre 2000 | LINEAR               |
| 62521 -       | 2000 SW247               | 24 settembre 2000 | LINEAR               |
| 62522 -       | 2000 SL248               | 24 settembre 2000 | LINEAR               |
| 62523 -       | 2000 SW249               | 24 settembre 2000 | LINEAR               |
| 62524 -       | 2000 SL250               | 24 settembre 2000 | LINEAR               |
| 62525 -       | 2000 SD251               | 24 settembre 2000 | LINEAR               |
| 62526 -       | 2000 SS251               | 24 settembre 2000 | LINEAR               |
| 62527 -       | 2000 SV251               | 24 settembre 2000 | LINEAR               |
| 62528 -       | 2000 SG252               | 24 settembre 2000 | LINEAR               |
| 62529 -       | 2000 SA253               | 24 settembre 2000 | LINEAR               |
| 62530 -       | 2000 SU253               | 24 settembre 2000 | LINEAR               |
| 62531 -       | 2000 SH254               | 24 settembre 2000 | LINEAR               |
| 62532 -       | 2000 ST254               | 24 settembre 2000 | LINEAR               |
| 62533 -       | 2000 SN255               | 24 settembre 2000 | LINEAR               |
| 62534 -       | 2000 SR255               | 24 settembre 2000 | LINEAR               |
| 62535 -       | 2000 SU257               | 24 settembre 2000 | LINEAR               |
| 62536 -       | 2000 SZ257               | 24 settembre 2000 | LINEAR               |
| 62537 -       | 2000 SG258               | 24 settembre 2000 | LINEAR               |
| 62538 -       | 2000 SS258               | 24 settembre 2000 | LINEAR               |
| 62539 -       | 2000 SR259               | 24 settembre 2000 | LINEAR               |
| 62540 -       | 2000 SX259               | 24 settembre 2000 | LINEAR               |
| 62541 -       | 2000 SY259               | 24 settembre 2000 | LINEAR               |
| 62542 -       | 2000 SO260               | 24 settembre 2000 | LINEAR               |
| 62543 -       | 2000 SW260               | 24 settembre 2000 | LINEAR               |
| 62544 -       | 2000 SD261               | 24 settembre 2000 | LINEAR               |
| 62545 -       | 2000 ST261               | 24 settembre 2000 | LINEAR               |
| 62546 -       | 2000 SV261               | 24 settembre 2000 | LINEAR               |
| 62547 -       | 2000 SW261               | 24 settembre 2000 | LINEAR               |
| 62548 -       | 2000 SB262               | 25 settembre 2000 | LINEAR               |
| 62549 -       | 2000 SZ262               | 25 settembre 2000 | LINEAR               |
| 62550 -       | 2000 SM263               | 26 settembre 2000 | LINEAR               |
| 62551 -       | 2000 SP263               | 26 settembre 2000 | LINEAR               |
| 62552 -       | 2000 SL264               | 26 settembre 2000 | LINEAR               |
| 62553 -       | 2000 SQ264               | 26 settembre 2000 | LINEAR               |
| 62554 -       | 2000 SR264               | 26 settembre 2000 | LINEAR               |
| 62555 -       | 2000 SE265               | 26 settembre 2000 | LINEAR               |
| 62556 -       | 2000 SB266               | 26 settembre 2000 | LINEAR               |
| 62557 -       | 2000 SP267               | 27 settembre 2000 | LINEAR               |
| 62558 -       | 2000 SD268               | 27 settembre 2000 | LINEAR               |
| 62559 -       | 2000 SP268               | 27 settembre 2000 | LINEAR               |
| 62560 -       | 2000 SZ268               | 27 settembre 2000 | LINEAR               |
| 62561 -       | 2000 SF269               | 27 settembre 2000 | LINEAR               |
| 62562 -       | 2000 SR269               | 27 settembre 2000 | LINEAR               |
| 62563 -       | 2000 SS270               | 27 settembre 2000 | LINEAR               |
| 62564 -       | 2000 SJ271               | 27 settembre 2000 | LINEAR               |
| 62565 -       | 2000 SU272               | 28 settembre 2000 | LINEAR               |
| 62566 -       | 2000 SA274               | 28 settembre 2000 | LINEAR               |
| 62567 -       | 2000 SJ274               | 28 settembre 2000 | LINEAR               |
| 62568 -       | 2000 SM274               | 28 settembre 2000 | LINEAR               |
| 62569 -       | 2000 SR274               | 28 settembre 2000 | LINEAR               |
| 62570 -       | 2000 SX274               | 28 settembre 2000 | LINEAR               |
| 62571 -       | 2000 SY274               | 28 settembre 2000 | LINEAR               |
| 62572 -       | 2000 SC276               | 28 settembre 2000 | LINEAR               |
| 62573 -       | 2000 SR276               | 30 settembre 2000 | LINEAR               |
| 62574 -       | 2000 SF277               | 30 settembre 2000 | LINEAR               |
| 62575 -       | 2000 SL278               | 30 settembre 2000 | LINEAR               |
| 62576 -       | 2000 ST278               | 30 settembre 2000 | LINEAR               |
| 62577 -       | 2000 SU279               | 25 settembre 2000 | LINEAR               |
| 62578 -       | 2000 SA280               | 27 settembre 2000 | LINEAR               |
| 62579 -       | 2000 SA281               | 23 settembre 2000 | LINEAR               |
| 62580 -       | 2000 SD281               | 23 settembre 2000 | LINEAR               |
| 62581 -       | 2000 SL282               | 23 settembre 2000 | LINEAR               |
| 62582 -       | 2000 SO289               | 27 settembre 2000 | LINEAR               |
| 62583 -       | 2000 SJ293               | 27 settembre 2000 | LINEAR               |
| 62584 -       | 2000 SP293               | 27 settembre 2000 | LINEAR               |
| 62585 -       | 2000 SR293               | 27 settembre 2000 | LINEAR               |
| 62586 -       | 2000 SN297               | 28 settembre 2000 | LINEAR               |
| 62587 -       | 2000 ST299               | 28 settembre 2000 | LINEAR               |
| 62588 -       | 2000 SE301               | 28 settembre 2000 | LINEAR               |
| 62589 -       | 2000 SA302               | 28 settembre 2000 | LINEAR               |
| 62590 -       | 2000 SB303               | 28 settembre 2000 | LINEAR               |
| 62591 -       | 2000 ST303               | 28 settembre 2000 | LINEAR               |
| 62592 -       | 2000 SA304               | 30 settembre 2000 | LINEAR               |
| 62593 -       | 2000 SD305               | 30 settembre 2000 | LINEAR               |
| 62594 -       | 2000 SX305               | 30 settembre 2000 | LINEAR               |
| 62595 -       | 2000 SW306               | 30 settembre 2000 | LINEAR               |
| 62596 -       | 2000 SL309               | 30 settembre 2000 | LINEAR               |
| 62597 -       | 2000 SB311               | 26 settembre 2000 | LINEAR               |
| 62598 -       | 2000 SW313               | 27 settembre 2000 | LINEAR               |
| 62599 -       | 2000 SA318               | 30 settembre 2000 | LINEAR               |
| 62600 -       | 2000 SG318               | 29 settembre 2000 | NEAT                 |

## 62601-62700
| Nome              | Designazione provvisoria | Data di scoperta  | Scopritore     |
| ----------------- | ------------------------ | ----------------- | -------------- |
| 62601 -           | 2000 SH318               | 29 settembre 2000 | NEAT           |
| 62602 -           | 2000 SJ318               | 29 settembre 2000 | NEAT           |
| 62603 -           | 2000 SD320               | 28 settembre 2000 | Spacewatch     |
| 62604 -           | 2000 SU320               | 30 settembre 2000 | LINEAR         |
| 62605 -           | 2000 SV320               | 30 settembre 2000 | LINEAR         |
| 62606 -           | 2000 SK325               | 29 settembre 2000 | Spacewatch     |
| 62607 -           | 2000 SZ330               | 27 settembre 2000 | Spacewatch     |
| 62608 -           | 2000 SD332               | 23 settembre 2000 | B. J. Gladman  |
| 62609 -           | 2000 SF333               | 26 settembre 2000 | Spacewatch     |
| 62610 -           | 2000 SV333               | 26 settembre 2000 | NEAT           |
| 62611 -           | 2000 SX334               | 26 settembre 2000 | NEAT           |
| 62612 -           | 2000 SQ335               | 26 settembre 2000 | NEAT           |
| 62613 -           | 2000 SF336               | 26 settembre 2000 | NEAT           |
| 62614 -           | 2000 SS339               | 25 settembre 2000 | Spacewatch     |
| 62615 -           | 2000 SA340               | 25 settembre 2000 | NEAT           |
| 62616 -           | 2000 SF343               | 24 settembre 2000 | LINEAR         |
| 62617 -           | 2000 SW344               | 20 settembre 2000 | LINEAR         |
| 62618 -           | 2000 SD348               | 20 settembre 2000 | LINEAR         |
| 62619 -           | 2000 SE348               | 20 settembre 2000 | LINEAR         |
| 62620 -           | 2000 SA350               | 29 settembre 2000 | LONEOS         |
| 62621 -           | 2000 SC350               | 29 settembre 2000 | LONEOS         |
| 62622 -           | 2000 SQ350               | 29 settembre 2000 | LONEOS         |
| 62623 -           | 2000 SS350               | 29 settembre 2000 | LONEOS         |
| 62624 -           | 2000 SX350               | 29 settembre 2000 | LONEOS         |
| 62625 -           | 2000 SG351               | 29 settembre 2000 | LONEOS         |
| 62626 -           | 2000 SK351               | 29 settembre 2000 | LONEOS         |
| 62627 -           | 2000 SH352               | 30 settembre 2000 | LONEOS         |
| 62628 -           | 2000 SL352               | 30 settembre 2000 | LONEOS         |
| 62629 -           | 2000 SO354               | 29 settembre 2000 | LONEOS         |
| 62630 -           | 2000 SZ354               | 29 settembre 2000 | LONEOS         |
| 62631 -           | 2000 SM355               | 29 settembre 2000 | LONEOS         |
| 62632 -           | 2000 SB356               | 29 settembre 2000 | LONEOS         |
| 62633 -           | 2000 SC356               | 29 settembre 2000 | LONEOS         |
| 62634 -           | 2000 SL356               | 29 settembre 2000 | LONEOS         |
| 62635 -           | 2000 SO356               | 29 settembre 2000 | LONEOS         |
| 62636 -           | 2000 SX356               | 28 settembre 2000 | LONEOS         |
| 62637 -           | 2000 SZ356               | 28 settembre 2000 | LONEOS         |
| 62638 -           | 2000 SJ357               | 28 settembre 2000 | LONEOS         |
| 62639 -           | 2000 SS357               | 28 settembre 2000 | LONEOS         |
| 62640 -           | 2000 SR358               | 24 settembre 2000 | NEAT           |
| 62641 -           | 2000 SZ358               | 25 settembre 2000 | NEAT           |
| 62642 -           | 2000 SN359               | 26 settembre 2000 | LONEOS         |
| 62643 -           | 2000 SH360               | 26 settembre 2000 | NEAT           |
| 62644 -           | 2000 SP360               | 26 settembre 2000 | NEAT           |
| 62645 -           | 2000 SW360               | 22 settembre 2000 | LONEOS         |
| 62646 -           | 2000 SO361               | 23 settembre 2000 | LONEOS         |
| 62647 -           | 2000 SY362               | 20 settembre 2000 | NEAT           |
| 62648 -           | 2000 SC363               | 19 settembre 2000 | LONEOS         |
| 62649 -           | 2000 SS363               | 20 settembre 2000 | LINEAR         |
| 62650 -           | 2000 SV363               | 20 settembre 2000 | LINEAR         |
| 62651 -           | 2000 SB364               | 20 settembre 2000 | LINEAR         |
| 62652 -           | 2000 SC364               | 20 settembre 2000 | LINEAR         |
| 62653 -           | 2000 SP364               | 20 settembre 2000 | LINEAR         |
| 62654 -           | 2000 SX364               | 21 settembre 2000 | LONEOS         |
| 62655 -           | 2000 SY364               | 21 settembre 2000 | LONEOS         |
| 62656 -           | 2000 SJ365               | 21 settembre 2000 | LONEOS         |
| 62657 -           | 2000 SK365               | 21 settembre 2000 | LONEOS         |
| 62658 -           | 2000 SN365               | 21 settembre 2000 | LONEOS         |
| 62659 -           | 2000 SU365               | 22 settembre 2000 | LONEOS         |
| 62660 -           | 2000 SV365               | 22 settembre 2000 | LONEOS         |
| 62661 -           | 2000 SK366               | 23 settembre 2000 | LONEOS         |
| 62662 -           | 2000 SN366               | 23 settembre 2000 | LONEOS         |
| 62663 -           | 2000 SY366               | 23 settembre 2000 | LONEOS         |
| 62664 -           | 2000 SP367               | 23 settembre 2000 | LINEAR         |
| 62665 -           | 2000 SU370               | 28 settembre 2000 | LONEOS         |
| 62666 Rainawessen | 2000 TA                  | 1 ottobre 2000    | G. Hug         |
| 62667 -           | 2000 TC                  | 1 ottobre 2000    | W. K. Y. Yeung |
| 62668 -           | 2000 TR2                 | 1 ottobre 2000    | LINEAR         |
| 62669 -           | 2000 TT2                 | 1 ottobre 2000    | LINEAR         |
| 62670 -           | 2000 TK8                 | 1 ottobre 2000    | LINEAR         |
| 62671 -           | 2000 TE10                | 1 ottobre 2000    | LINEAR         |
| 62672 -           | 2000 TY10                | 1 ottobre 2000    | LINEAR         |
| 62673 -           | 2000 TZ10                | 1 ottobre 2000    | LINEAR         |
| 62674 -           | 2000 TL11                | 1 ottobre 2000    | LINEAR         |
| 62675 -           | 2000 TL12                | 1 ottobre 2000    | LINEAR         |
| 62676 -           | 2000 TQ13                | 1 ottobre 2000    | LINEAR         |
| 62677 -           | 2000 TE14                | 1 ottobre 2000    | LINEAR         |
| 62678 -           | 2000 TD15                | 1 ottobre 2000    | LINEAR         |
| 62679 -           | 2000 TK15                | 1 ottobre 2000    | LINEAR         |
| 62680 -           | 2000 TV15                | 1 ottobre 2000    | LINEAR         |
| 62681 -           | 2000 TJ17                | 1 ottobre 2000    | LINEAR         |
| 62682 -           | 2000 TP17                | 1 ottobre 2000    | LINEAR         |
| 62683 -           | 2000 TG19                | 1 ottobre 2000    | LINEAR         |
| 62684 -           | 2000 TJ19                | 1 ottobre 2000    | LINEAR         |
| 62685 -           | 2000 TR19                | 1 ottobre 2000    | LINEAR         |
| 62686 -           | 2000 TD20                | 1 ottobre 2000    | LINEAR         |
| 62687 -           | 2000 TB21                | 1 ottobre 2000    | LINEAR         |
| 62688 -           | 2000 TQ21                | 1 ottobre 2000    | LINEAR         |
| 62689 -           | 2000 TV22                | 1 ottobre 2000    | LINEAR         |
| 62690 -           | 2000 TS23                | 1 ottobre 2000    | LINEAR         |
| 62691 -           | 2000 TA24                | 2 ottobre 2000    | LINEAR         |
| 62692 -           | 2000 TE24                | 2 ottobre 2000    | LINEAR         |
| 62693 -           | 2000 TM24                | 2 ottobre 2000    | LINEAR         |
| 62694 -           | 2000 TV24                | 2 ottobre 2000    | LINEAR         |
| 62695 -           | 2000 TW24                | 2 ottobre 2000    | LINEAR         |
| 62696 -           | 2000 TT25                | 1 ottobre 2000    | LINEAR         |
| 62697 -           | 2000 TV25                | 1 ottobre 2000    | LINEAR         |
| 62698 -           | 2000 TO28                | 4 ottobre 2000    | LINEAR         |
| 62699 -           | 2000 TQ28                | 5 ottobre 2000    | NEAT           |
| 62700 -           | 2000 TA30                | 1 ottobre 2000    | Spacewatch     |

## 62701-62800
| Nome              | Designazione provvisoria | Data di scoperta | Scopritore             |
| ----------------- | ------------------------ | ---------------- | ---------------------- |
| 62701 Davidrankin | 2000 TS32                | 7 ottobre 2000   | L. Ball                |
| 62702 -           | 2000 TU32                | 1 ottobre 2000   | LINEAR                 |
| 62703 -           | 2000 TG34                | 2 ottobre 2000   | LONEOS                 |
| 62704 -           | 2000 TT35                | 6 ottobre 2000   | LONEOS                 |
| 62705 -           | 2000 TY36                | 1 ottobre 2000   | LINEAR                 |
| 62706 -           | 2000 TD38                | 1 ottobre 2000   | LINEAR                 |
| 62707 -           | 2000 TF38                | 1 ottobre 2000   | LINEAR                 |
| 62708 -           | 2000 TX38                | 1 ottobre 2000   | LINEAR                 |
| 62709 -           | 2000 TR39                | 1 ottobre 2000   | LINEAR                 |
| 62710 -           | 2000 TF40                | 1 ottobre 2000   | LINEAR                 |
| 62711 -           | 2000 TK42                | 1 ottobre 2000   | LINEAR                 |
| 62712 -           | 2000 TO42                | 1 ottobre 2000   | LINEAR                 |
| 62713 -           | 2000 TS42                | 1 ottobre 2000   | LINEAR                 |
| 62714 -           | 2000 TB43                | 1 ottobre 2000   | LINEAR                 |
| 62715 -           | 2000 TR43                | 1 ottobre 2000   | LINEAR                 |
| 62716 -           | 2000 TS44                | 1 ottobre 2000   | LINEAR                 |
| 62717 -           | 2000 TW44                | 1 ottobre 2000   | LINEAR                 |
| 62718 -           | 2000 TR45                | 1 ottobre 2000   | LINEAR                 |
| 62719 -           | 2000 TB47                | 1 ottobre 2000   | LONEOS                 |
| 62720 -           | 2000 TH48                | 1 ottobre 2000   | LONEOS                 |
| 62721 -           | 2000 TM50                | 1 ottobre 2000   | LINEAR                 |
| 62722 -           | 2000 TQ50                | 1 ottobre 2000   | LINEAR                 |
| 62723 -           | 2000 TG51                | 1 ottobre 2000   | LINEAR                 |
| 62724 -           | 2000 TL51                | 1 ottobre 2000   | LINEAR                 |
| 62725 -           | 2000 TW51                | 1 ottobre 2000   | LINEAR                 |
| 62726 -           | 2000 TN55                | 1 ottobre 2000   | LONEOS                 |
| 62727 -           | 2000 TQ55                | 1 ottobre 2000   | LINEAR                 |
| 62728 -           | 2000 TV56                | 2 ottobre 2000   | LONEOS                 |
| 62729 -           | 2000 TY58                | 2 ottobre 2000   | LONEOS                 |
| 62730 -           | 2000 TE59                | 2 ottobre 2000   | LONEOS                 |
| 62731 -           | 2000 TO59                | 2 ottobre 2000   | LONEOS                 |
| 62732 -           | 2000 TQ59                | 2 ottobre 2000   | LONEOS                 |
| 62733 -           | 2000 TX59                | 2 ottobre 2000   | LONEOS                 |
| 62734 -           | 2000 TX60                | 2 ottobre 2000   | LONEOS                 |
| 62735 -           | 2000 TY60                | 2 ottobre 2000   | LONEOS                 |
| 62736 -           | 2000 TZ60                | 2 ottobre 2000   | LONEOS                 |
| 62737 -           | 2000 TR61                | 2 ottobre 2000   | LONEOS                 |
| 62738 -           | 2000 TW61                | 2 ottobre 2000   | LONEOS                 |
| 62739 -           | 2000 TW62                | 2 ottobre 2000   | LINEAR                 |
| 62740 -           | 2000 TU64                | 1 ottobre 2000   | LONEOS                 |
| 62741 -           | 2000 TR66                | 1 ottobre 2000   | LINEAR                 |
| 62742 -           | 2000 TD68                | 6 ottobre 2000   | LONEOS                 |
| 62743 -           | 2000 UA1                 | 21 ottobre 2000  | K. Korlević            |
| 62744 -           | 2000 UX1                 | 20 ottobre 2000  | M. M. M. Santangelo    |
| 62745 -           | 2000 UY1                 | 21 ottobre 2000  | K. Korlević            |
| 62746 -           | 2000 UE2                 | 22 ottobre 2000  | K. Korlević            |
| 62747 -           | 2000 UB3                 | 24 ottobre 2000  | Črni Vrh               |
| 62748 -           | 2000 UV3                 | 24 ottobre 2000  | LINEAR                 |
| 62749 -           | 2000 UM4                 | 24 ottobre 2000  | LINEAR                 |
| 62750 -           | 2000 UO4                 | 24 ottobre 2000  | LINEAR                 |
| 62751 -           | 2000 UD5                 | 24 ottobre 2000  | LINEAR                 |
| 62752 -           | 2000 UB6                 | 24 ottobre 2000  | LINEAR                 |
| 62753 -           | 2000 UM7                 | 24 ottobre 2000  | LINEAR                 |
| 62754 -           | 2000 US7                 | 24 ottobre 2000  | LINEAR                 |
| 62755 -           | 2000 UF8                 | 24 ottobre 2000  | LINEAR                 |
| 62756 -           | 2000 UN8                 | 24 ottobre 2000  | LINEAR                 |
| 62757 -           | 2000 UU8                 | 24 ottobre 2000  | LINEAR                 |
| 62758 -           | 2000 UH9                 | 24 ottobre 2000  | LINEAR                 |
| 62759 -           | 2000 UK9                 | 24 ottobre 2000  | LINEAR                 |
| 62760 -           | 2000 UR9                 | 24 ottobre 2000  | LINEAR                 |
| 62761 -           | 2000 UA12                | 18 ottobre 2000  | LINEAR                 |
| 62762 -           | 2000 UB12                | 18 ottobre 2000  | LINEAR                 |
| 62763 -           | 2000 UG12                | 24 ottobre 2000  | LINEAR                 |
| 62764 -           | 2000 UL13                | 23 ottobre 2000  | K. Korlević            |
| 62765 -           | 2000 UH14                | 24 ottobre 2000  | LINEAR                 |
| 62766 -           | 2000 UB15                | 25 ottobre 2000  | LINEAR                 |
| 62767 -           | 2000 UQ17                | 24 ottobre 2000  | LINEAR                 |
| 62768 -           | 2000 UT17                | 24 ottobre 2000  | LINEAR                 |
| 62769 -           | 2000 UB18                | 24 ottobre 2000  | LINEAR                 |
| 62770 -           | 2000 UK18                | 24 ottobre 2000  | LINEAR                 |
| 62771 -           | 2000 UN18                | 25 ottobre 2000  | LINEAR                 |
| 62772 -           | 2000 UY19                | 24 ottobre 2000  | LINEAR                 |
| 62773 -           | 2000 UB20                | 24 ottobre 2000  | LINEAR                 |
| 62774 -           | 2000 UE20                | 24 ottobre 2000  | LINEAR                 |
| 62775 -           | 2000 UG20                | 24 ottobre 2000  | LINEAR                 |
| 62776 -           | 2000 UR20                | 24 ottobre 2000  | LINEAR                 |
| 62777 -           | 2000 UE21                | 24 ottobre 2000  | LINEAR                 |
| 62778 -           | 2000 UU21                | 24 ottobre 2000  | LINEAR                 |
| 62779 -           | 2000 UC22                | 24 ottobre 2000  | LINEAR                 |
| 62780 -           | 2000 UF22                | 24 ottobre 2000  | LINEAR                 |
| 62781 -           | 2000 UE23                | 24 ottobre 2000  | LINEAR                 |
| 62782 -           | 2000 UF23                | 24 ottobre 2000  | LINEAR                 |
| 62783 -           | 2000 UO23                | 24 ottobre 2000  | LINEAR                 |
| 62784 -           | 2000 UW23                | 24 ottobre 2000  | LINEAR                 |
| 62785 -           | 2000 UC24                | 24 ottobre 2000  | LINEAR                 |
| 62786 -           | 2000 UQ24                | 24 ottobre 2000  | LINEAR                 |
| 62787 -           | 2000 UH25                | 24 ottobre 2000  | LINEAR                 |
| 62788 -           | 2000 UW25                | 24 ottobre 2000  | LINEAR                 |
| 62789 -           | 2000 UZ25                | 24 ottobre 2000  | LINEAR                 |
| 62790 -           | 2000 UL26                | 24 ottobre 2000  | LINEAR                 |
| 62791 -           | 2000 UT26                | 24 ottobre 2000  | LINEAR                 |
| 62792 -           | 2000 UV28                | 30 ottobre 2000  | LINEAR                 |
| 62793 -           | 2000 UZ28                | 29 ottobre 2000  | Spacewatch             |
| 62794 Scheirich   | 2000 UV30                | 30 ottobre 2000  | P. Pravec, P. Kušnirák |
| 62795 -           | 2000 UY34                | 24 ottobre 2000  | LINEAR                 |
| 62796 -           | 2000 UO35                | 24 ottobre 2000  | LINEAR                 |
| 62797 -           | 2000 UH36                | 24 ottobre 2000  | LINEAR                 |
| 62798 -           | 2000 UO36                | 24 ottobre 2000  | LINEAR                 |
| 62799 -           | 2000 UQ36                | 24 ottobre 2000  | LINEAR                 |
| 62800 -           | 2000 UT36                | 24 ottobre 2000  | LINEAR                 |

## 62801-62900
| Nome    | Designazione provvisoria | Data di scoperta | Scopritore     |
| ------- | ------------------------ | ---------------- | -------------- |
| 62801 - | 2000 UV36                | 24 ottobre 2000  | LINEAR         |
| 62802 - | 2000 UG37                | 24 ottobre 2000  | LINEAR         |
| 62803 - | 2000 UU37                | 24 ottobre 2000  | LINEAR         |
| 62804 - | 2000 UF38                | 24 ottobre 2000  | LINEAR         |
| 62805 - | 2000 UP39                | 24 ottobre 2000  | LINEAR         |
| 62806 - | 2000 UW39                | 24 ottobre 2000  | LINEAR         |
| 62807 - | 2000 UL40                | 24 ottobre 2000  | LINEAR         |
| 62808 - | 2000 UQ40                | 24 ottobre 2000  | LINEAR         |
| 62809 - | 2000 UE42                | 24 ottobre 2000  | LINEAR         |
| 62810 - | 2000 UH42                | 24 ottobre 2000  | LINEAR         |
| 62811 - | 2000 UX42                | 24 ottobre 2000  | LINEAR         |
| 62812 - | 2000 UC43                | 24 ottobre 2000  | LINEAR         |
| 62813 - | 2000 UH43                | 24 ottobre 2000  | LINEAR         |
| 62814 - | 2000 UK43                | 24 ottobre 2000  | LINEAR         |
| 62815 - | 2000 UW43                | 24 ottobre 2000  | LINEAR         |
| 62816 - | 2000 UC44                | 24 ottobre 2000  | LINEAR         |
| 62817 - | 2000 UH45                | 24 ottobre 2000  | LINEAR         |
| 62818 - | 2000 US45                | 24 ottobre 2000  | LINEAR         |
| 62819 - | 2000 UV45                | 24 ottobre 2000  | LINEAR         |
| 62820 - | 2000 UF46                | 24 ottobre 2000  | LINEAR         |
| 62821 - | 2000 UE47                | 24 ottobre 2000  | LINEAR         |
| 62822 - | 2000 UV48                | 24 ottobre 2000  | LINEAR         |
| 62823 - | 2000 UE49                | 24 ottobre 2000  | LINEAR         |
| 62824 - | 2000 UG49                | 24 ottobre 2000  | LINEAR         |
| 62825 - | 2000 UT49                | 24 ottobre 2000  | LINEAR         |
| 62826 - | 2000 UU50                | 24 ottobre 2000  | LINEAR         |
| 62827 - | 2000 UX50                | 24 ottobre 2000  | LINEAR         |
| 62828 - | 2000 UN53                | 24 ottobre 2000  | LINEAR         |
| 62829 - | 2000 UP53                | 24 ottobre 2000  | LINEAR         |
| 62830 - | 2000 UZ53                | 24 ottobre 2000  | LINEAR         |
| 62831 - | 2000 UM54                | 24 ottobre 2000  | LINEAR         |
| 62832 - | 2000 UN54                | 24 ottobre 2000  | LINEAR         |
| 62833 - | 2000 UB56                | 24 ottobre 2000  | LINEAR         |
| 62834 - | 2000 UC56                | 24 ottobre 2000  | LINEAR         |
| 62835 - | 2000 UC58                | 25 ottobre 2000  | LINEAR         |
| 62836 - | 2000 UC59                | 25 ottobre 2000  | LINEAR         |
| 62837 - | 2000 UJ59                | 25 ottobre 2000  | LINEAR         |
| 62838 - | 2000 UB60                | 25 ottobre 2000  | LINEAR         |
| 62839 - | 2000 UX60                | 25 ottobre 2000  | LINEAR         |
| 62840 - | 2000 UB61                | 25 ottobre 2000  | LINEAR         |
| 62841 - | 2000 UN61                | 25 ottobre 2000  | LINEAR         |
| 62842 - | 2000 UF63                | 25 ottobre 2000  | LINEAR         |
| 62843 - | 2000 UC64                | 25 ottobre 2000  | LINEAR         |
| 62844 - | 2000 UK64                | 25 ottobre 2000  | LINEAR         |
| 62845 - | 2000 UB67                | 25 ottobre 2000  | LINEAR         |
| 62846 - | 2000 UX67                | 25 ottobre 2000  | LINEAR         |
| 62847 - | 2000 UL68                | 25 ottobre 2000  | LINEAR         |
| 62848 - | 2000 US71                | 25 ottobre 2000  | LINEAR         |
| 62849 - | 2000 UA72                | 25 ottobre 2000  | LINEAR         |
| 62850 - | 2000 UC72                | 25 ottobre 2000  | LINEAR         |
| 62851 - | 2000 UM72                | 25 ottobre 2000  | LINEAR         |
| 62852 - | 2000 UM76                | 30 ottobre 2000  | LINEAR         |
| 62853 - | 2000 UO76                | 27 ottobre 2000  | W. K. Y. Yeung |
| 62854 - | 2000 UW76                | 24 ottobre 2000  | LINEAR         |
| 62855 - | 2000 UE77                | 24 ottobre 2000  | LINEAR         |
| 62856 - | 2000 UL77                | 24 ottobre 2000  | LINEAR         |
| 62857 - | 2000 UM77                | 24 ottobre 2000  | LINEAR         |
| 62858 - | 2000 UT78                | 24 ottobre 2000  | LINEAR         |
| 62859 - | 2000 UW78                | 24 ottobre 2000  | LINEAR         |
| 62860 - | 2000 UJ80                | 24 ottobre 2000  | LINEAR         |
| 62861 - | 2000 UO80                | 24 ottobre 2000  | LINEAR         |
| 62862 - | 2000 UE81                | 24 ottobre 2000  | LINEAR         |
| 62863 - | 2000 UG81                | 24 ottobre 2000  | LINEAR         |
| 62864 - | 2000 UG82                | 25 ottobre 2000  | LINEAR         |
| 62865 - | 2000 UL82                | 27 ottobre 2000  | LINEAR         |
| 62866 - | 2000 UX82                | 30 ottobre 2000  | LINEAR         |
| 62867 - | 2000 UG83                | 30 ottobre 2000  | LINEAR         |
| 62868 - | 2000 UV83                | 31 ottobre 2000  | LINEAR         |
| 62869 - | 2000 UO84                | 31 ottobre 2000  | LINEAR         |
| 62870 - | 2000 UD86                | 31 ottobre 2000  | LINEAR         |
| 62871 - | 2000 UA87                | 31 ottobre 2000  | LINEAR         |
| 62872 - | 2000 UC87                | 31 ottobre 2000  | LINEAR         |
| 62873 - | 2000 UK87                | 31 ottobre 2000  | LINEAR         |
| 62874 - | 2000 UV88                | 31 ottobre 2000  | LINEAR         |
| 62875 - | 2000 UB89                | 31 ottobre 2000  | LINEAR         |
| 62876 - | 2000 UH90                | 24 ottobre 2000  | LINEAR         |
| 62877 - | 2000 UQ90                | 24 ottobre 2000  | LINEAR         |
| 62878 - | 2000 UY90                | 25 ottobre 2000  | LINEAR         |
| 62879 - | 2000 UN91                | 25 ottobre 2000  | LINEAR         |
| 62880 - | 2000 US91                | 25 ottobre 2000  | LINEAR         |
| 62881 - | 2000 UA92                | 25 ottobre 2000  | LINEAR         |
| 62882 - | 2000 UC93                | 25 ottobre 2000  | LINEAR         |
| 62883 - | 2000 UQ93                | 25 ottobre 2000  | LINEAR         |
| 62884 - | 2000 UY93                | 25 ottobre 2000  | LINEAR         |
| 62885 - | 2000 UK94                | 25 ottobre 2000  | LINEAR         |
| 62886 - | 2000 UV95                | 25 ottobre 2000  | LINEAR         |
| 62887 - | 2000 UX95                | 25 ottobre 2000  | LINEAR         |
| 62888 - | 2000 UX96                | 25 ottobre 2000  | LINEAR         |
| 62889 - | 2000 UZ96                | 25 ottobre 2000  | LINEAR         |
| 62890 - | 2000 UZ99                | 25 ottobre 2000  | LINEAR         |
| 62891 - | 2000 UK100               | 25 ottobre 2000  | LINEAR         |
| 62892 - | 2000 UZ100               | 25 ottobre 2000  | LINEAR         |
| 62893 - | 2000 UM101               | 25 ottobre 2000  | LINEAR         |
| 62894 - | 2000 UP101               | 25 ottobre 2000  | LINEAR         |
| 62895 - | 2000 UR102               | 25 ottobre 2000  | LINEAR         |
| 62896 - | 2000 UC103               | 25 ottobre 2000  | LINEAR         |
| 62897 - | 2000 UL103               | 25 ottobre 2000  | LINEAR         |
| 62898 - | 2000 UA104               | 25 ottobre 2000  | LINEAR         |
| 62899 - | 2000 UT104               | 25 ottobre 2000  | LINEAR         |
| 62900 - | 2000 UG105               | 29 ottobre 2000  | LINEAR         |

## 62901-63000
| Nome    | Designazione provvisoria | Data di scoperta | Scopritore     |
| ------- | ------------------------ | ---------------- | -------------- |
| 62901 - | 2000 UL105               | 29 ottobre 2000  | LINEAR         |
| 62902 - | 2000 UH106               | 30 ottobre 2000  | LINEAR         |
| 62903 - | 2000 UK106               | 30 ottobre 2000  | LINEAR         |
| 62904 - | 2000 UZ106               | 30 ottobre 2000  | LINEAR         |
| 62905 - | 2000 UQ107               | 30 ottobre 2000  | LINEAR         |
| 62906 - | 2000 UR107               | 30 ottobre 2000  | LINEAR         |
| 62907 - | 2000 UC108               | 30 ottobre 2000  | LINEAR         |
| 62908 - | 2000 UH108               | 30 ottobre 2000  | LINEAR         |
| 62909 - | 2000 UY108               | 31 ottobre 2000  | LINEAR         |
| 62910 - | 2000 UK109               | 31 ottobre 2000  | LINEAR         |
| 62911 - | 2000 UR109               | 31 ottobre 2000  | LINEAR         |
| 62912 - | 2000 UD110               | 31 ottobre 2000  | LINEAR         |
| 62913 - | 2000 UK110               | 31 ottobre 2000  | LINEAR         |
| 62914 - | 2000 VX2                 | 1 novembre 2000  | W. K. Y. Yeung |
| 62915 - | 2000 VY2                 | 1 novembre 2000  | W. K. Y. Yeung |
| 62916 - | 2000 VW3                 | 1 novembre 2000  | LINEAR         |
| 62917 - | 2000 VR8                 | 1 novembre 2000  | LINEAR         |
| 62918 - | 2000 VY9                 | 1 novembre 2000  | LINEAR         |
| 62919 - | 2000 VH10                | 1 novembre 2000  | LINEAR         |
| 62920 - | 2000 VB12                | 1 novembre 2000  | LINEAR         |
| 62921 - | 2000 VJ12                | 1 novembre 2000  | LINEAR         |
| 62922 - | 2000 VV12                | 1 novembre 2000  | LINEAR         |
| 62923 - | 2000 VC13                | 1 novembre 2000  | LINEAR         |
| 62924 - | 2000 VU13                | 1 novembre 2000  | LINEAR         |
| 62925 - | 2000 VE14                | 1 novembre 2000  | LINEAR         |
| 62926 - | 2000 VK14                | 1 novembre 2000  | LINEAR         |
| 62927 - | 2000 VT14                | 1 novembre 2000  | LINEAR         |
| 62928 - | 2000 VV14                | 1 novembre 2000  | LINEAR         |
| 62929 - | 2000 VO15                | 1 novembre 2000  | LINEAR         |
| 62930 - | 2000 VP15                | 1 novembre 2000  | LINEAR         |
| 62931 - | 2000 VJ16                | 1 novembre 2000  | LINEAR         |
| 62932 - | 2000 VF18                | 1 novembre 2000  | LINEAR         |
| 62933 - | 2000 VR21                | 1 novembre 2000  | LINEAR         |
| 62934 - | 2000 VS21                | 1 novembre 2000  | LINEAR         |
| 62935 - | 2000 VP22                | 1 novembre 2000  | LINEAR         |
| 62936 - | 2000 VF23                | 1 novembre 2000  | LINEAR         |
| 62937 - | 2000 VG23                | 1 novembre 2000  | LINEAR         |
| 62938 - | 2000 VJ23                | 1 novembre 2000  | LINEAR         |
| 62939 - | 2000 VP23                | 1 novembre 2000  | LINEAR         |
| 62940 - | 2000 VS23                | 1 novembre 2000  | LINEAR         |
| 62941 - | 2000 VB24                | 1 novembre 2000  | LINEAR         |
| 62942 - | 2000 VC25                | 1 novembre 2000  | LINEAR         |
| 62943 - | 2000 VY25                | 1 novembre 2000  | LINEAR         |
| 62944 - | 2000 VF28                | 1 novembre 2000  | LINEAR         |
| 62945 - | 2000 VH28                | 1 novembre 2000  | LINEAR         |
| 62946 - | 2000 VG30                | 1 novembre 2000  | LINEAR         |
| 62947 - | 2000 VV31                | 1 novembre 2000  | LINEAR         |
| 62948 - | 2000 VE32                | 1 novembre 2000  | LINEAR         |
| 62949 - | 2000 VS33                | 1 novembre 2000  | LINEAR         |
| 62950 - | 2000 VD34                | 1 novembre 2000  | LINEAR         |
| 62951 - | 2000 VE34                | 1 novembre 2000  | LINEAR         |
| 62952 - | 2000 VV34                | 1 novembre 2000  | LINEAR         |
| 62953 - | 2000 VR35                | 1 novembre 2000  | LINEAR         |
| 62954 - | 2000 VD36                | 1 novembre 2000  | LINEAR         |
| 62955 - | 2000 VZ36                | 1 novembre 2000  | LINEAR         |
| 62956 - | 2000 VK37                | 1 novembre 2000  | LINEAR         |
| 62957 - | 2000 VR37                | 1 novembre 2000  | LINEAR         |
| 62958 - | 2000 VX37                | 1 novembre 2000  | LINEAR         |
| 62959 - | 2000 VV39                | 1 novembre 2000  | LINEAR         |
| 62960 - | 2000 VP40                | 1 novembre 2000  | LINEAR         |
| 62961 - | 2000 VO42                | 1 novembre 2000  | LINEAR         |
| 62962 - | 2000 VA43                | 1 novembre 2000  | LINEAR         |
| 62963 - | 2000 VW43                | 1 novembre 2000  | LINEAR         |
| 62964 - | 2000 VE44                | 1 novembre 2000  | LINEAR         |
| 62965 - | 2000 VH44                | 2 novembre 2000  | LINEAR         |
| 62966 - | 2000 VB45                | 1 novembre 2000  | LINEAR         |
| 62967 - | 2000 VM45                | 2 novembre 2000  | LINEAR         |
| 62968 - | 2000 VD48                | 2 novembre 2000  | LINEAR         |
| 62969 - | 2000 VN49                | 2 novembre 2000  | LINEAR         |
| 62970 - | 2000 VY49                | 2 novembre 2000  | LINEAR         |
| 62971 - | 2000 VZ49                | 2 novembre 2000  | LINEAR         |
| 62972 - | 2000 VU50                | 2 novembre 2000  | LINEAR         |
| 62973 - | 2000 VP51                | 3 novembre 2000  | LINEAR         |
| 62974 - | 2000 VA52                | 3 novembre 2000  | LINEAR         |
| 62975 - | 2000 VB52                | 3 novembre 2000  | LINEAR         |
| 62976 - | 2000 VO52                | 3 novembre 2000  | LINEAR         |
| 62977 - | 2000 VS52                | 3 novembre 2000  | LINEAR         |
| 62978 - | 2000 VW52                | 3 novembre 2000  | LINEAR         |
| 62979 - | 2000 VZ52                | 3 novembre 2000  | LINEAR         |
| 62980 - | 2000 VT53                | 3 novembre 2000  | LINEAR         |
| 62981 - | 2000 VK56                | 3 novembre 2000  | LINEAR         |
| 62982 - | 2000 VW58                | 6 novembre 2000  | A. J. Cecce    |
| 62983 - | 2000 VB59                | 2 novembre 2000  | LINEAR         |
| 62984 - | 2000 VV59                | 1 novembre 2000  | W. K. Y. Yeung |
| 62985 - | 2000 VX60                | 1 novembre 2000  | Spacewatch     |
| 62986 - | 2000 WM                  | 16 novembre 2000 | LINEAR         |
| 62987 - | 2000 WP1                 | 17 novembre 2000 | LINEAR         |
| 62988 - | 2000 WB2                 | 18 novembre 2000 | Spacewatch     |
| 62989 - | 2000 WC2                 | 17 novembre 2000 | C. W. Juels    |
| 62990 - | 2000 WM2                 | 17 novembre 2000 | LINEAR         |
| 62991 - | 2000 WG7                 | 20 novembre 2000 | LINEAR         |
| 62992 - | 2000 WY9                 | 23 novembre 2000 | G. Hug         |
| 62993 - | 2000 WL12                | 22 novembre 2000 | NEAT           |
| 62994 - | 2000 WZ14                | 20 novembre 2000 | LINEAR         |
| 62995 - | 2000 WD16                | 21 novembre 2000 | LINEAR         |
| 62996 - | 2000 WG16                | 21 novembre 2000 | LINEAR         |
| 62997 - | 2000 WD17                | 21 novembre 2000 | LINEAR         |
| 62998 - | 2000 WK18                | 21 novembre 2000 | LINEAR         |
| 62999 - | 2000 WK19                | 25 novembre 2000 | C. W. Juels    |
| 63000 - | 2000 WZ20                | 25 novembre 2000 | Spacewatch     |